# Rhamdiopsis krugi
Rhamdiopsis krugi är en fiskart som beskrevs av Bockmann och Castro 2010. Rhamdiopsis krugi ingår i släktet Rhamdiopsis och familjen Heptapteridae. Inga underarter finns listade i Catalogue of Life.